# Simulium angusticorne
Simulium angusticorne är en tvåvingeart som först beskrevs av Rubtsov 1956.  Simulium angusticorne ingår i släktet Simulium och familjen knott. Inga underarter finns listade i Catalogue of Life.